# José María Busto Llano
José María Busto Llano   (Portugalete, 12 de novembre de 1923 - Sevilla, 27 de maig de 2012) fou un futbolista basc de la dècada de 1940.
Havia estat jugador del Baracaldo Altos Hornos i del juvenil de l'Athletic Club. Però fou al Sevilla FC on es convertí en llegenda, amb 16 anys al club, entre 1942 i 1956. No arribà a jugar amb la selecció espanyola per la competència d'homes com Ignacio Eizaguirre, Antoni Ramallets o Carmelo Cedrún.

## Palmarès
- Lliga espanyola:
  - 1946
- Copa espanyola:
  - 1948